# 成瀬弘
成瀬 弘（なるせ ひろむ、1942年 - 2010年6月23日）はトヨタ自動車に所属していたメカニック・テストドライバー。熟練の「マスターテストドライバー」としてスポーツカーの開発や後進の育成に携わった。弟子の一人に現トヨタ会長の豊田章男がいる。

## 経歴

### メカニック時代
1942年、四人兄弟の末っ子として大阪府に生まれる。父親は太平洋戦争で亡くなったため、母方の実家で育った。木炭自動車を弄りながら育ち、1963年に自動車整備の専門学校を卒業。トヨタ自動車工業に臨時工として入社し、技術部車両実験課に配属された。同年初開催の第一回日本グランプリがきっかけで、レース部門『トヨタ自工第七技術部』が誕生するとメカニックとして選ばれた。成瀬はトヨタ工業学園の卒業生ではないため序列は下であったが、現場にときどき顔を見せていた豊田英二専務（のち社長）の信頼を得て班長に出世。トヨタ・2000GTやトヨタ・7のレース活動を担当し、第二回日本Can-Am優勝に貢献した。
1973年にレース活動を希望するスイスのトヨタディーラーに出向し、過酷なニュルブルクリンクで車両開発と人材育成を行うドイツ車メーカーの姿勢に感銘を受けた。同年7月にメカニックとして参加したヨーロッパツーリングカー選手権（ETC）のニュルブルクリンク6時間レースでは、ピットのガレージを用意してもらえず、傘をさして屋外で作業するなど過酷な環境のなか2リットルクラスで優勝（総合6位）し、会場から拍手が巻き起こった。

### テストドライバー時代
1979年にトヨタが『本社高速ドライバー教育』制度を始めると、車両試験課の成瀬は最高ランクである「特A」のテストドライバー教育を担当することになった。成瀬は指導教官という立場とメカニックで培った車の知識に甘んじることなく、解体屋で3万円の中古車を買い、数ミリ単位でセッティングを変更しながら時間を見つけて走りに走り込み、誰よりも練習して腕を上げた。そうして300人のテストドライバーの中から選ばれた精鋭「トップガン」の9人の頂点に立つマスターテストドライバーとして君臨し、トヨタの歴代スポーツカーの車の味付けを仕上げた。またニュルブルクリンクでの豊富な走行経験を海外でも認められ、「ニュル・マイスター」と呼ばれた。
一方、数値化されない評価をするテストドライバーは当時のトヨタの車両開発者からは冷やかな目で見られ、衝突することもしばしあった。またアルテッツァなどのようにテストドライバーの提案が商品に活かされず、試作車と市販車で乗り味が全く異なることもしょっちゅうであった。

### 豊田章男との出会い
豊田章男（現トヨタ自動車会長）が2002年にアメリカから帰国した直後、成瀬は「運転のことも分からない人に、クルマのことをああだこうだと言われたくない」「月に一度でもいい、もしその気があるなら、俺が運転を教えるよ」と言い放った。豊田は成瀬に弟子入りして熱心に運転技術とクルマ造りの精神を学び、『乗り味』の繊細な違いを理解できるように努力した。「道がクルマを鍛える」や「安全で疲れないクルマが良いクルマ」など、現在豊田やGRカンパニーが語る自動車思想は、ほとんどが成瀬にたどり着くといっても過言ではない。2007年には成瀬の提案により、成瀬と豊田を中心に社員チーム「Team Gazoo」（社内ではNチームと呼ばれていた）を結成し、ニュルブルクリンク24時間レースに挑戦した。そして2009年には「GAZOO Racing」として成瀬・豊田が手がけるLF-Aのプロトタイプカー二台で参戦。2010年には成瀬は監督として参加し、LFAをSP8クラス優勝に導いた。
同じころ成瀬は「GRMN(GAZOO Racing tuned by MN)」や「G's (G SPORTS)」というコンプリートカーブランド発足にも関与し、現在のトヨタ車の市販車ラインナップに大きな影響を残した。なおGRMNのMNは、成瀬の異名である「ニュル・マイスター（Meister of Nurburgring）」に由来する。

### 事故死
ニュルブルクリンク24時間レースのクラス優勝から1か月後の2010年6月23日10時ごろ（現地時間）、成瀬はレクサス・LFAニュルブルクリンク・パッケージをテストするため、ドイツ・ニュルブルクリンク近郊にあるトヨタのガレージを出発した。しかし、付近の一般道の緩やかなカーブで、対向車線を走行してきた同じくテスト走行中のBMWと正面衝突し即死した。67歳没。
成瀬は4点シートベルトが外れた状態で発見されたことから体調不良も推測されたが、検死解剖されることなく遺体が日本に送還されたため定かではない。事故現場の近くには成瀬を偲んで2本の桜の木が植えられ、ニュルブルクリンクを訪れる関係者やGAZOO Racingのスタッフ、ドライバーが多く訪れる。
成瀬の死後もニュルブルクリンクへの挑戦は継続されており、2014年には24時間レースで3クラス制覇を達成。また2015年にGAZOO Racingプロジェクトは入門者からワークス・チームまでを包括するモータースポーツ事業へと拡大。2017年にはモータースポーツを通じて市販車製造にも携わる社内カンパニーの『GRカンパニー』と、スポーツカー部門の『GR』を誕生させた。

## 思想

### 『クルマの味付け』
多様な自動車（＝素材）の、それぞれの特性にあった『味』（＝乗り味）を十分に引き出すのがテストドライバーという存在であるとしている。この『味』という概念について成瀬は、料理にたとえて客に「美味しい」「また食べたい（乗りたい）」と思ってもらえるようなものであり、その隠し味の正体は素人にはわからないのが理想であると説明している。車の味付けは1/1000Gの違いのようなプロにしか分からない些細なバランスによってできるもので、そのため「美味しすぎる料理」「欠点を潰しまくる」「いいとこ取り」など極端なことも戒めており、『味』を極めて繊細なバランスの上に成り立っていると考えていたことがうかがえる。また「クルマは料理と一緒で、素の状態が良くなければ本当の良さは出ない」とし、『味』以前の素材作り（＝クルマを鍛えること）も重視した。
ほかにも料理の世界ではその店の最終的な味を決める総料理長がおり、多数決のような妥協した折衷案や素人の客の声に影響を受けない、きちんとした『トヨタの味』を決めることができる責任者（マイスター）が必要であるとした。

### 理論より実践
成瀬はメカニックとしての知識と実績は一流でありながら、数値で現すことのできない繊細な乗り味を追究するために、データや理論よりも実践と経験を重視した。そのため教官として、訓練生たちが自分たちで考えることに重きを置いた指導をした。またテスト走行だけでなくわざわざモータースポーツに参戦するのも、限られた時間と道具で問題を解決するという経験を積み、自分で考えて行動する人材を育てるためである。そのため実走テストを行わないで開発された、フルデジタル設計の自動車（トヨタでいえばistやbB）を激しく嫌った。

## 人物・エピソード
- 一般的なテストドライバーが「低速コーナーの動きが鈍い」と車の挙動を指摘するのに留まることに対して、成瀬は「前輪のブッシュを少し柔らかくすべき」などと、どのパーツに問題があるかまで正確に指摘できた。車の問診をし、処方箋を書けるという意味から成瀬は『ドライビングドクター』とも呼ばれた。
- 調理師免許を持っていたためか、自動車を料理にたとえる発言が非常に多い。豊田もこのクセを受け継いでいるようで、「タイヤっていうのはね、料理でいう塩よ[11]」と発言している。またニュル滞在中に日本食が恋しくなった成瀬は、当地のイタリアン料理屋『La Lanterna』のシェフに天ぷらの作り方を教えてメニューに追加してもらったこともあった。この天ぷらは成瀬の亡くなった今も注文することが可能である[12][13]。
- 自動車の良さではなく売上ばかりを重視するトヨタ上層部への不満を取引先やジャーナリストにぶちまけており、「今のトヨタは銀行だ」「あんなものはクルマじゃない」と言い切ることもあった。また金ばかりかかって技術の蓄積のないF1参戦にも否定的であった。
- レクサス・LFA開発責任者の棚橋晴彦は、成瀬はしきりにボディ剛性の強さの重要性を説いていたものの、1980年代のトヨタはシャシー開発者が「ボディ剛性が走行安定性に効くなんて本当かよ」と言い放つ有様で、全く理解されなかったと述懐している。ボディ剛性の数少ない理解者であった棚橋は成瀬と親交を深め、後のLFA開発では成瀬に味付けを一任した。
- 00年代に成瀬同様ニュルブルクリンクでテストドライバーをしていた日産の加藤博義、スバルの辰巳英治と仲がよく、よく三人で世間話をしていた。
- 2人の息子がいるが、仕事一徹であまり家には帰らなかったうえ、帰ってきても接し方がわからず黙るか叱ってばかりだったので懐くことはなかった。息子たちが父の仕事ぶりを知ったのは雑誌を読んでからであった。ただしレース中のピット内に連れて行ったり、自動車の運転を教えたりと、愛情を示す努力はしていた様子であった。
- タバコは吸わず、酒は飲めなかった。

## 開発に携わった車両
成瀬がメカニック、チーフメカニック、評価ドライバー、マスターテストドライバーとして開発に携わった車両（出典）。
- トヨタ・スポーツ800（1965年）
- トヨタ・1600GT（1967年）
- トヨタ・2000GT（1967年）
- トヨタ・7（1970年）
- トヨタ・セリカ（1970年）
- トヨタ・カローラレビン/スプリンタートレノ（AE86、1983年）
- トヨタ・MR2（1984年）
- トヨタ・スープラ（1993年）
- トヨタ・アルテッツァ（1998年）
- トヨタ・MR-S（1999年）
- トヨタ・プリウス（二代目、2003年）
- トヨタ・iQ GRMN（2009年）
- トヨタ・ヴォクシー/ノア G SPORTS（2010年）
- レクサス・LFA（2010年）

## 参考資料
- 『豊田章男が愛したテストドライバー』　稲泉連著　2016年3月7日　小学館刊行
- クルマの味づくりとは? インタビュー クルマの味づくり - TOYOTA GAZOO Racing
- 146LAP 故・成瀬弘さんの遺作を駆って - 木下隆之連載コラム クルマ・スキ・トモニ（2015年4月28日掲載）
- トヨタ・豊田章男氏と伝説のテストドライバー　師弟の物語 - NEWSポストセブン（2016年3月8日）